# Daphnopsis caracasana
Daphnopsis caracasana är en tibastväxtart som beskrevs av Carl Daniel Friedrich Meisner. Daphnopsis caracasana ingår i släktet Daphnopsis och familjen tibastväxter. Inga underarter finns listade i Catalogue of Life.